# ヴィカ・ジグリーナ
ヴィカ・ジグリーナ（Vika Jigulina、出生名:Victoria Corneva、1986年2月18日 - ）は、モルドバ生まれのルーマニアの歌手、ミュージシャンである。2009年にリリースされた国際的ロングヒット曲「ステレオ・ラヴ」(Stereo Love)で知られ、2011年に米国のビルボード・ミュージック・アワードのトップ・ダンス・ソング賞を受賞した。

## 来歴
モルダヴィア・ソビエト社会主義共和国（現在モルドバ共和国）の西部、ルーマニア国境のほど近くにあるカフル県で、母親はルーマニア人と父親はロシア人の間にて生誕した。2000年にラフマニノフ音楽院を卒業した後、ルーマニア西部にある都市ティミショアラに移った。音楽の勉強を続けつつ、地元ティミショアラにあるさまざまなクラブで音楽活動をしていた。その後は首都ブカレストに活動拠点を移した。彼女は、それ以来今日に至るまでルーマニア在住であり、現在は、ルーマニア国籍である。
2009年夏、エドワード・マヤ のシングルである「Stereo Love」に参加しデビュー。「Stereo Love」は、国際的に大ヒットを記録した。「Stereo Love」は、ビルボード・ヨーロピアン・トップ・ホット100の歴史上最も長期間にわたってチャートインし続けたシングルとなった。「Stereo Love」は、アメリカ合衆国、カナダ、ドイツ、イタリア、スペイン、スイスを始めその他数多くの国でプラチナムを獲得、2011年5月にはビルボードからビルボード・ミュージック・アワードトップ・ダンス・ソングを受賞した。

## ディスコグラフィ

### シングル
| 年   | タイトル                                     | 最高位    | 最高位 | 最高位 | 最高位 | 最高位 | 最高位 | 最高位 | 最高位 | 最高位 | 最高位 | 最高位 | 最高位 | 認定                                                                                               | アルバム                                      |
| 年   | タイトル                                     | BEL (FLA) | CAN    | FRA    | GER    | IRE    | NDL    | POR    | SPA    | SWE    | SWI    | UK     | US     | 認定                                                                                               | アルバム                                      |
| ---- | -------------------------------------------- | --------- | ------ | ------ | ------ | ------ | ------ | ------ | ------ | ------ | ------ | ------ | ------ | -------------------------------------------------------------------------------------------------- | --------------------------------------------- |
| 2009 | "Stereo Love" (客演. ヴィカ・ジグリーナ)     | 7         | 10     | 1      | 5      | 1      | 5      | 1      | 1      | 1      | 2      | 4      | 16     | - BEL: ゴールド - CAN: プラチナ - DEN: プラチナ - GER: プラチナ - SPA: 2x プラチナ - SWI: プラチナ | The Stereo Love Show (エドワード・マヤ album) |
| 2010 | "This Is My Life" (客演. ヴィカ・ジグリーナ) | 4         | —      | 2      | —      | —      | 42     | 7      | —      | 58     | 43     | —      | —      | | The Stereo Love Show (エドワード・マヤ album) |
| 2011 | "Desert Rain" (客演. ヴィカ・ジグリーナ)     | —         | —      | —      | —      | —      | —      | 9      | —      | —      | —      | —      | —      | | The Stereo Love Show (エドワード・マヤ album) |